# Liste der Kulturdenkmale in Hirschstein

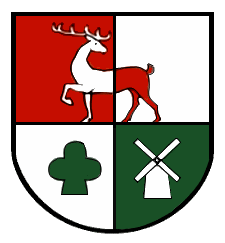
Wappen von Hirschstein

In der Liste der Kulturdenkmale in Hirschstein sind die Kulturdenkmale der sächsischen Gemeinde Hirschstein verzeichnet, die bis Januar 2021 vom Landesamt für Denkmalpflege Sachsen erfasst wurden (ohne archäologische Kulturdenkmale). Die Anmerkungen sind zu beachten.
Diese Aufzählung ist eine Teilmenge der Liste der Kulturdenkmale im Landkreis Meißen.

## Althirschstein
| Bild                                    | Bezeichnung                                               | Lage                               | Datierung                 | Beschreibung | ID       |
| --------------------------------------- | --------------------------------------------------------- | ---------------------------------- | ------------------------- | --- | -------- |
| Direkt Bild zu diesem Denkmal hochladen | Wohnstallhaus eines Zweiseithofes                         | Berggasse 8 (Karte)                | 1. Hälfte 19. Jahrhundert | Fachwerk-Wohnstallhaus, weitgehend original erhaltener zeit- und landschaftstypischer Bau, baugeschichtlich von Bedeutung. Erdgeschoss massiv, Obergeschoss und Giebel Fachwerk, historische Fenster, Krüppelwalmdach mit Biberschwanzdeckung. | 08958761 |
|                                         | Denkmal für die Gefallenen des Ersten Weltkrieges         | Fährstraße (Karte)                 | Nach 1918                 | Ortsgeschichtlich von Bedeutung. Roter Granitsockel, grob behauen, darauf roter Granitblock mit polierter Schauseite, Inschrift „Es starben fürs Vaterland in Frankreich“ und die Namen der Gefallenen. | 08958758 |
| Weitere Bilder                          | Wohnhaus, im Giebel Kanonenkugel aus Napoleonischem Krieg | Gosenweg 1 (Karte)                 | Um 1800                   | Fachwerk-Wohnhaus, baugeschichtlich und ortsgeschichtlich von Bedeutung. Erdgeschoss massiv, Obergeschoss, Rückseite und Giebel Fachwerk, im Giebel Gedenktafel „Franzosen haben diese Kugel von jenseits der Elbe an dieses Haus geschossen / am 26. Aug. 1813“. | 08958763 |
|                                         | Wohnhaus (ohne Anbau) eines Dreiseithofes                 | Zur alten Försterei 17 (Karte)     | Bezeichnet mit 1816       | Fachwerk-Wohnhaus, Teil der alten Ortsstruktur, baugeschichtlich von Bedeutung. Erdgeschoss massiv, mit Sandsteinfenstergewänden, Sandsteintürgewände mit Schlussstein, dort bezeichnet mit „J. G. R. 1816“, Obergeschoss Fachwerk, Giebel massiv, mit Sandsteinfenstergewänden und originalen Fenstern, zum Teil Winterfenster, trotz Garageneinbauten im Erdgeschoss mit Denkmalwert. | 08958759 |
|                                         | Torbogen (mit Schlussstein) eines Bauernhofes             | Zur alten Försterei 21, 23 (Karte) | Bezeichnet mit 1773       | Original erhaltener Eingangsbereich als Zeugnis eines Hofzugangs im 18. Jahrhundert, ortsgeschichtlich von Bedeutung. Rundbogentor mit Schlussstein, dort bezeichnet mit „C.G.F.F. 1773“ seitliche Tormauern verputzt, Torbogen aus Sandsteinquadern. | 08958760 |

## Bahra
| Bild                                    | Bezeichnung                                                     | Lage                                       | Datierung                                                                   | Beschreibung | ID       |
| --------------------------------------- | --------------------------------------------------------------- | ------------------------------------------ | --------------------------------------------------------------------------- | --- | -------- |
| Direkt Bild zu diesem Denkmal hochladen | Wohnhaus, Seitengebäude und zwei Torpfeiler eines Vierseithofes | Am Anger 3 (Karte)                         | Bezeichnet mit 1828 (Seitengebäude); bezeichnet mit 1903 (Bauernhaus)       | Seitengebäude mit Segmentbogenportal und Fachwerk-Obergeschoss, Wohnhaus gründerzeitlicher Putzbau, zeit- und landschaftstypische Gebäude als Teil der alten Ortsstruktur, baugeschichtlich von Bedeutung. - Wohnhaus (saniert): zweigeschossiger Putzbau, profilierte Fenstergewände, Gurtbänder, Putzquaderung an den Ecken, profiliertes Kranzgesims, Blendokuli unter der Traufe, im Giebel Rundbogenfenster, Satteldach - Seitengebäude: Erdgeschoss massiv, Sandsteingewände, Sandsteintürgewände, mit Schlussstein, bezeichnet mit „F 1828“, Garageneinbau, Obergeschoss Fachwerk, Taubenschlag, Ladeluke, Giebel massiv, Zwillingsfenster, originale Fenster erhalten, rückwärtig Fachwerk, Krüppelwalmdach - Torpfeiler: verputzt, profilierte Abdeckplatten | 08958785 |
| Direkt Bild zu diesem Denkmal hochladen | Seitengebäude eines ehemaligen Dreiseithofes                    | Neuhirschsteiner Straße 9 (Karte)          | 1. Hälfte 19. Jahrhundert                                                   | Fachwerk-Seitengebäude, weitgehend original erhaltener Bau, gartenseitig Fachwerk auch im Erdgeschoss, baugeschichtlich von Bedeutung. Hofseite im Erdgeschoss massiv, Rückseite zum Teil einriegeliges Fachwerk, Sandsteingewände, Obergeschoss Fachwerk (rechts einriegelig, links zweiriegelig), hinterer Teil massiv, Ladeluke, Giebel massiv, Rundbogenfenster, an der Traufe Taubenschlag mit Einfluglöchern, historische Fenster. | 08958786 |
| Direkt Bild zu diesem Denkmal hochladen | Seitengebäude und Toranlage eines Bauernhofes                   | Neuhirschsteiner Straße 16 (Karte)         | 1. Hälfte 19. Jahrhundert (Seitengebäude); bezeichnet mit 1833 (Torpfeiler) | Beides weitgehend authentisch erhalten, Fachwerk-Seitengebäude, baugeschichtlich von Bedeutung. - Seitengebäude: im Erdgeschoss Bruchsteinmauerwerk, verputzt, Obergeschoss Fachwerk, Lehmausfachung, Ladeluke, originale Fenster, ein originales Drehflügelfenster, Giebel massiv, Krüppelwalmdach, unter der Traufe Taubenschlag, hinten Fachwerk - Toranlage: 1,60 m hohe Rundbogenpforte, schräg abgedeckt, zwei Torpfeiler mit je zwei profilierten Abdeckplatten und Kugelbekrönung | 08958787 |
| Weitere Bilder                          | Lutherlinde (Gartendenkmal) und Gedenkstein                     | Neuhirschsteiner Straße 27 (neben) (Karte) | 1883                                                                        | Ortshistorische Bedeutung. Grob behauener roter Granitkubus auf Sandsteinquadern, Inschrift „Luther-Linde 1483–1883 10/11“, links daneben Lutherlinde. | 08958782 |
| Direkt Bild zu diesem Denkmal hochladen | Transformatorenhäuschen                                         | Poststraße (Karte)                         | 1. Hälfte 20. Jahrhundert                                                   | Zeugnis für die Elektrifizierung des Ortes, technikgeschichtlich von Bedeutung. Quadratischer Putzbau mit Krüppelwalmdach als Zwischendach, Biberschwanzdeckung, turmartiger Aufbau verschiefert, mit Zeltdach, Biberschwanzdeckung, saniert. | 08958784 |
| Direkt Bild zu diesem Denkmal hochladen | Portal des ehemaligen Gasthofs „Zum goldnen Faß“                | Poststraße 1 (Karte)                       | Bezeichnet mit 1866                                                         | Aufwendig gestaltetes Portal, weitgehend original erhaltenes, denkmalrelevantes Bauteil, von ortshistorischer Bedeutung. Profiliertes Sandsteintürgewände auf flachen Sandsteinpostamenten, gerade profilierte Bedachung, im Türsturz polierte schwarze Granitplatte mit Inschrift „Zum goldnen Faß 1866“ und Fassmotiv, umrandet mit Zahnschnittmotiv aus Sandstein. | 08958783 |

## Boritz
| Bild                                    | Bezeichnung | Lage                                  | Datierung                                                                                              | Beschreibung | ID       |
| --------------------------------------- | --- | ------------------------------------- | --- | --- | -------- |
| Direkt Bild zu diesem Denkmal hochladen | Wohnstallhaus und Einfriedungsmauer eines Bauernhofes                                                                                  | Leckwitzer Straße 5 (Karte)           | 1. Hälfte 19. Jahrhundert                                                                              | Stattliches Fachwerk-Wohnstallhaus, authentisch erhaltenes Gebäude, prägnant im Ortsbild, im Ensemble mit Nachbarbauten Teil der alten Ortsstruktur, von ortsbildprägender und baugeschichtlicher Bedeutung. - Wohnstallhaus: Bau mit 11:3 Achsen, im Erdgeschoss Bruchsteinmauerwerk, profilierte Sandsteingewände, profilierte und scharrierte Sandsteintürgewände, Obergeschoss Fachwerk mit Lehmausfachung, originale Fenster erhalten, Giebel massiv, mit Drillings- und Zwillingsfenstern, Reste von Putzgliederung, Krüppelwalmdach - Einfriedung: Bruchsteinmauerwerk, Torpfeiler aus Sandsteinquadern mit profilierter Abdeckplatte | 08958790 |
| Direkt Bild zu diesem Denkmal hochladen | Wohnhaus | Leckwitzer Straße 8 (Karte)           | Bezeichnet mit 1799                                                                                    | Obergeschoss Fachwerk, im Ensemble mit Nachbarbauten Teil der alten Ortsstruktur, von ortsbildprägender und baugeschichtlicher Bedeutung. Erdgeschoss massiv, zum Teil durch Ladeneinbau verändert, Obergeschoss Fachwerk (rückwärtig verputzt), Giebel massiv, im Schlussstein bezeichnet mit „G.G.G. 1799“, Krüppelwalmdach. Bau trotz Sanierung und Balkoneinbau im Giebel denkmalrelevant aufgrund seiner Entstehungszeit. | 08958788 |
| Direkt Bild zu diesem Denkmal hochladen | Wohnhaus | Leckwitzer Straße 10 (Karte)          | 1. Hälfte 19. Jahrhundert                                                                              | Obergeschoss Fachwerk, im Ensemble mit Nachbarbauten Teil der alten Ortsstruktur, von ortsbildprägender und baugeschichtlicher Bedeutung. Erdgeschoss massiv, profilierte Steingewände, Obergeschoss Fachwerk (rückwärtig verputzt), Giebel massiv, ein Giebel mit Rundbogenfenster, Satteldach. | 08958789 |
|                                         | Historische Furt der mittelalterlichen Hohen Straße                                                                                    | Leckwitzer Straße 20 (hinter) (Karte) | Spätmittelalter                                                                                        | Furt nach Merschwitz (Ortsteil von Nünchritz), siedlungsgeschichtlich von Bedeutung. Liegt auch in Gemeinde Nünchritz, Ortsteil Merschwitz, Straße Münchsberg. | 09303989 |
|                                         | Transformatorenhäuschen | Lindengasse (Karte)                   | 1. Hälfte 20. Jahrhundert                                                                              | Zeugnis für die Elektrifizierung des Ortes, technikgeschichtlich von Bedeutung. Quadratischer Putzbau mit Krüppelwalmdach als Zwischendach, Biberschwanzdeckung, turmartiger Aufbau verschiefert, mit Zeltdach, saniert. | 08958793 |
| Weitere Bilder                          | Mord- und Sühnekreuz | Schänitzer Straße (Karte)             | Vor 1540                                                                                               | Frühneuzeitliches oder mittelalterliches Sandsteinkreuz, ortshistorische Bedeutung. Ca. 1,30 m hohes Sandsteinkreuz, an Vorderseite zwei Zapflöcher (vermutlich von einer verlorengegangenen metallenen Inschrifttafel), guter Erhaltungszustand. | 08958795 |
| Weitere Bilder                          | Wegestein | Schänitzer Straße (Karte)             | 19. Jahrhundert                                                                                        | Verkehrshistorische Bedeutung. Ca. 1,30 m hoher hellgrauer Granitkubus, an drei Seiten Inschrift „Feldweg (ohne Kilometerangabe), Schänitz 0,7 kl., Riesa 7,0 kl., Boritz 0,5 kl., Meissen 16 kl., Fähre (ohne Kilometerangabe)“. | 08958796 |
| Direkt Bild zu diesem Denkmal hochladen | Wohnstallhaus, Seitengebäude (mit Kumthalle), Scheune sowie Toreinfahrt und Einfriedung eines Dreiseithofes, heute Bauernmuseum Boritz | Schänitzer Straße 6 (Karte)           | Bezeichnet mit 1896                                                                                    | Putzbauten der Gründerzeit, Seitengebäude mit seltener dreibogiger Kumthalle, stattliche Hofanlage als Zeugnis bäuerlichen Wohnens und Wirtschaftens, baugeschichtlich und wirtschaftsgeschichtlich von Bedeutung. - Wohnstallhaus: zweigeschossiger Putzbau, Werksteingewände, profilierter Eingangsbereich, Satteldach, Schieferdeckung, 10:4 Achsen, bezeichnet mit „Reinhold Schumann 1896“ - Seitengebäude: zweigeschossiger Putzbau mit flachem, hofseitigem Mittelrisalit und Kumthalle, zwei große Segmentbogentoreinfahrten, zwei gerade abschließende Toreinfahrten, Satteldach, Schieferdeckung, Putzgliederung, Ecknutung - Scheune: Putzbau mit zwei großen Toreinfahrten und einer Segmentbogentoreinfahrt, Satteldach, Schieferdeckung, Wetterfahne, Okuli unter Traufe - Toranlage: drei Flachbogenpforten - Einfriedungsmauer: verputzt, zwei Torpfeiler, verputzt mit profilierten Sandstein-Abdeckplatten | 08958794 |
| Weitere Bilder                          | Dorfkirche Boritz (mit Ausstattung), Kirchhof mit Einfriedung, fünf Grabplatten und zwei Grabmalen                                     | Schulstraße (Karte)                   | 1754 (Kirche); Ende 15. Jahrhundert (Altar); 1755 (Logen, Einbauten); 1888 (Kirchturm und Turmuhrwerk) | Schlichte barocke Saalkirche mit historistischen Ostturm, baugeschichtliche und ortshistorische Bedeutung. - Kirche (Dehio Sachsen I, S. 68): Schlichte Saalkirche von 1754 mit Ostturm, der nach Blitzschlag 1888 vom Dresdner Architekten Christian Schramm in neugotischen Formen wiederaufgebaut wurde. Restaurierung 1982. Verputzter Bruchsteinbau mit geradem Ostschluss und steilem, im Westen abgewalmten Satteldach. Korbbogenfenster an der Saalnord- und -südseite. Turm aus unverputztem Bruchstein mit Stützpfeilern aus Sandstein (über die unteren beiden Geschosse). Im Inneren flach gedeckt. Die Emporen an der Nord- und Südseite zweigeschossig, im Westen eingeschossig. Laubenartige Logen flankieren den Altar (Einbauten 1755, Farbfassung 1886). Hinter dem Altar im Turm die Sakristei. Reich mit Schnitzwerk verzierter spätgotischer Flügelaltar (Ende 15. Jahrhundert), der Werkstatt des Meisters des Döbelner Hochaltars zugeschrieben (vormals vermutlich im Meißner Dom), 1886 neu zusammengesetzt, Architektur des Gesprenges ergänzt. In der Predella die Heilige Sippe, im Schrein Figuren die hll. Andreas, Laurentius von Rom und Nikolaus, unter filigranem Rankenwerk. In den Kehlen des Rahmens rechts und links je zwei kleine weibliche Heilige. In den Flügeln Darstellungen des „Eco homo“ und der Schmerzensmutter, auf den Rückseiten gemalte Darstellungen des hl. Sebastian und Papst Fabians, im Gesprenge Christus als Weltenrichter. Orgel von Richard Kreutzbach, 1887. - fünf Sandsteingrabplatten: zum Teil stark verwittert, mit Volutenrahmung und Rocailleformen, - Einfriedung: Bruchsteinmauer verputzt, zwei Torpfeiler aus Sandstein, verputzt, mit profilierten Sandsteinabdeckplatten und Giebeldreiecken an allen vier Seiten - 1. Grabmal Johann Gottlob Trage (1787–1812) und Johann Gottfried Trage (1785–1813 / Röm. II Vers 33): Sandsteinpostament mit verwitterter Inschrift, darauf Sandsteinsäule mit drei vorgelagerten Inschrifttafeln für die beiden Verstorbenen, Urnengefäß (Vase) als Giebelbekrönung - 2. Grabmal Ernestine Auguste Koch, geborne Burckhardt (gestorben 1815): Sandsteinpostament, darauf Metallkreuz und Inschrift (Name, Todesjahr) | 08958791 |
| Direkt Bild zu diesem Denkmal hochladen | Wohnstallhaus eines Bauernhofes | Zum Kreuzstein 13 (Karte)             | 1. Hälfte 19. Jahrhundert, später überformt                                                            | Obergeschoss gartenseitig Fachwerk, zwei Korbbogenportale, stattliches, weitgehend original erhaltenes Bauernhaus, baugeschichtlich von Bedeutung, bildet einen Bauernhof mit Nummer 11. Zweigeschossiger Bau, Erdgeschoss Bruchstein, verputzt, Sandsteinfenstergewände, zwei Korbbogen-Sandsteintürgewände mit Schlussstein, ein Schlussstein mit Geweihkopf und Zweigen, Obergeschoss Hofseite aufgemauert, Rückseite Fachwerk, Gussgewände, Wand-Öffnung-Verhältnis intakt, Reste von einfacher Putzgliederung, zum Teil historische Fenster, Giebel massiv, zwei Rundbogenfenster, Krüppelwalmdach, Stallbereich mit flachem Bogengewölbe auf Säulen. | 08958792 |

## Heyda
| Bild                                    | Bezeichnung | Lage                                | Datierung                                                                                          | Beschreibung | ID       |
| --------------------------------------- | --- | ----------------------------------- | -------------------------------------------------------------------------------------------------- | --- | -------- |
| Direkt Bild zu diesem Denkmal hochladen | Grenzstein (Nr. 1) zwischen Bahra und Heyda                                                                          | (Flurstück 251) (Karte)             | Bezeichnet mit 1792                                                                                | Vermessungshistorische und ortsgeschichtlich von Bedeutung. Ca. 1,80 m hohe Sandsteinstele mit abgeflachten Ecken, Inschrift verwittert, leicht abgeschrägter oberer Abschluss. | 08958780 |
| Direkt Bild zu diesem Denkmal hochladen | Grenzstein (Nr. 2) zwischen Bahra und Heyda                                                                          | (Flurstück 243/1) (Karte)           | Bezeichnet mit 1792                                                                                | Vermessungshistorische und ortsgeschichtlich von Bedeutung. Ca. 1,80 m hohe Sandsteinstele mit abgeflachten Ecken, Inschrift verwittert, leicht abgeschrägter oberer Abschluss, Inschrift auf zwei Seiten „Hirschsteinsche Grenze 1792“, 1899 (?), 1904 (?). | 08958781 |
| Weitere Bilder                          | Denkmal für die Gefallenen des Ersten Weltkrieges                                                                    | Boritzer Straße (Karte)             | Nach 1918                                                                                          | Ortshistorische Bedeutung. Zweistufiger Granitsockel, darüber Granitkubus mit abgetrepptem oberen Abschluss, dort Eisernes Kreuz mit Jahreszahlen 1914–1918, Vorderansicht mit senkrecht stehendem Schwert und Laubkranz, darunter Inschrift „Den gefallenen Helden der Gemeinde Heyda“, an den Seiten die Namen der Gefallenen. | 08958717 |
| Direkt Bild zu diesem Denkmal hochladen | Wohnstallhaus, Scheune und Hofpflaster eines Dreiseithofes                                                           | Boritzer Straße 11 (Karte)          | Bezeichnet mit 1883 (Wohnstallhaus und Scheune)                                                    | Wohnstallhaus verputzter Bruchsteinbau mit Zwillingsfenster im Giebel, weitgehend authentisch erhaltene zeit- und landschaftstypische ländliche Bauten, ortsbildprägend und baugeschichtlich von Bedeutung. Das Wohnstallhaus und die Scheune sind einschließlich Hofpflaster trotz des durch einen Neubau ersetzten Seitengebäudes nach wie vor Kulturdenkmal. Bei den beiden Massivbauten handelt es sich um bemerkenswerte und exemplarische ländliche Bauten aus der zweiten Hälfte des 19. Jahrhunderts. Der straßenseitige Giebel des Wohnstallhauses wird durch Zwillingsfenster belebt. Maßstäbliche Fensteröffnungen mit Sandsteingewänden beleben seine Fronten. Es zeigt im Inneren noch Teile des alten Stalltrakts mit Säulen. Sicher blieb auch die ursprüngliche Raumstruktur weitgehend erhalten. Mit ihren Maßen und den hohen, weithin sichtbaren Satteldächern bilden die beiden Bauten das markanteste ländliche Anwesen von Heyda. - Wohnstallhaus: zweigeschossiger Bruchsteinbau, verputzt, Sandsteinfenstergewände in beiden Geschossen, im Giebel Zwillingsfenster und Okuli, Satteldach - Scheune: eingeschossiger Bruchsteinbau, verputzt, rechteckige Toreinfahrten, Satteldach, Hofpflasterung aus Katzenkopfpflaster - Seitengebäude (2005 oder kurz danach mit Genehmigung abgebrochen): über winkelförmigem Grundriss, Erdgeschoss massiv, Obergeschoss Fachwerk, in Ecklage, Sandsteinfenster und -türgewände, zum Teil originale Fenster, Krüppelwalmdach | 08958798 |
| Direkt Bild zu diesem Denkmal hochladen | Wohnhaus, Seitengebäude (Wohnstallhaus) und Einfriedung mit Torpfeilern eines Dreiseithofes                          | Boritzer Straße 12 (Karte)          | Bezeichnet mit 1882                                                                                | Wohnhaus einfach gegliederter Putzbau, charakteristisches Zeugnis der dörflichen Erneuerung am Ende des 19. Jahrhunderts, Seitengebäude ein Fachwerk-Wohnstallhaus, baugeschichtlich von Bedeutung. - Wohnhaus: zweigeschossiger Putzbau mit 9:3 Achsen, Sandsteinfenstergewände, im Erdgeschoss Segmentbogen, im Obergeschoss gerader Abschluss, im Erdgeschoss Putznutung, profiliertes Gurtgesims, Kranzgesims, Walmdach - Wohnstallhaus: Erdgeschoss massiv, Obergeschoss Fachwerk, Rückseite und Giebel massiv, im Erdgeschoss zum Teil Sandsteinfenstergewände, Satteldach - Torpfeiler aus Sandsteinquadern - Einfriedung als Bruchsteinmauer | 08958719 |
| Direkt Bild zu diesem Denkmal hochladen | Scheune eines ehemaligen Dreiseithofes                                                                               | Boritzer Straße 19 (Karte)          | Um 1800                                                                                            | Fachwerkscheune, Relikt eines Bauernhofes als Teil der alten Ortsstruktur, baugeschichtlich von Bedeutung. Bruchsteinsockel, darüber eingeschossige Fachwerkkonstruktion, gerade abschließendes Tor, Kellerzugang, Giebel Fachwerk, Satteldach (?), Krüppelwalmdach. | 08958733 |
| Direkt Bild zu diesem Denkmal hochladen | Wohnhaus, Seitengebäude (Wohnstallhaus mit Kumthalle) und Taubenhaus sowie Torpfeiler eines ehemaligen Dreiseithofes | Boritzer Straße 25 (Karte)          | Bezeichnet mit 1832 (Bauernhaus); um 1880 (Wohnstallhaus)                                          | Markante Putzbauten, Kumthalle von Seltenheitswert, zeit- und landschaftstypisches Hofensemble, baugeschichtlich und wirtschaftsgeschichtlich von Bedeutung. - Wohnhaus: zweigeschossiger Putzbau mit 10:3 Achsen, im Giebel Sandsteinfenstergewände, Sandsteintürgewände mit Schlussstein, dort bezeichnet mit 1832, Satteldach - Scheune: Sockel aus Bruchstein, teils Fachwerkkonstruktion, teils massiv, zwei große Toreinfahrten, Satteldach - Wohnstallhaus: zweigeschossiger Putzbau mit 10:3 Achsen, Sandsteinfenstergewände, zweibogige Kumthalle, Satteldach, doppelte Biberschwanzdeckung - Taubenhaus: turmartiger Putzbau mit quadratischem Taubenverschlag, Zeltdach, Biberschwanzdeckung | 08958720 |
| Direkt Bild zu diesem Denkmal hochladen | Wohnstallhaus und Seitengebäude eines Vierseithofes                                                                  | Gostewitzer Straße 6 (Karte)        | 1824                                                                                               | Weitgehend authentisch erhaltene Fachwerkgebäude eines in seiner Struktur zeit- und landschaftstypischen Bauernhofes, baugeschichtlich von Bedeutung. - Wohnstallhaus: Erdgeschoss massiv, Obergeschoss Fachwerk, Sandsteinfenster- und -türgewände mit Schlussstein (verwittert), im Giebel massiv mit Zwillingsfenster, Krüppelwalmdach - winkliger Anbau: zweigeschossig, verputzt, Steingewände, 6:3 Achsen, Zwillingsfenster im Giebel - Seitengebäude: Erdgeschoss massiv, Obergeschoss Fachwerk, Ladeluken, Taubenschlag, Holzaufgang, Biberschwanzdeckung, saniert | 08958723 |
| Direkt Bild zu diesem Denkmal hochladen | Transformatorenhäuschen                                                                                              | Gostewitzer Straße 11 (bei) (Karte) | 1. Hälfte 20. Jahrhundert                                                                          | Zeugnis für die Elektrifizierung des Ortes, technikgeschichtlich von Bedeutung. Putzbau über quadratischem Grundriss, Krüppelwalmdach, Biberschwanzdeckung, turmartiger Aufbau verschiefert, mit Zeltdach, Biberschwanzdeckung. | 08958724 |
| Weitere Bilder                          | Kirche (mit Ausstattung) und Kirchhof mit Einfriedung                                                                | Riesaer Straße (Karte)              | 1798 (Kirchturm); 1861–1862, im Kern älter (Kirche); Ende 19. Jahrhundert (Kanzelaltar und Empore) | Saalbau des 19. Jahrhunderts mit barockem Westturm, baugeschichtliche und ortshistorische Bedeutung. Einfacher Kirchenbau, seit 1647 existierend, der 1798 einen barocken Turm erhielt, 1861–62 völliger Um- und Neubau mit Chor- und Sakristeianbau, 1901/1902 hoher Turm am Westgiebel nach Einsturz im alten Sinn erneuert, im Innern hölzerne Ausstattung mit Kanzelaltar, Emporen und Gestühl im Stil des Ausgangs des 19. Jahrhunderts. | 08958718 |
|                                         | Gasthaus mit Saalanbau                                                                                               | Riesaer Straße 2 (Karte)            | Bezeichnet mit 1900                                                                                | Zeittypischer Gründerzeitbau mit ortshistorischer Bedeutung. Zweigeschossiger Putzbau mit flachem Mittelrisalit (7:6 Achsen), Saalanbau mit fünf Achsen (rundbogige große Fenster mit profilierten Steingewänden, originale Tür, im Innern Säulen), profilierte Fenstergewände mit Sohlbänken, profiliertes Gurt- und Kranzgesims, geschweifter Giebelaufbau, dort bezeichnet mit 1900, auf Giebel Adler, Satteldach mit Schieferdeckung. | 08958722 |

## Kobeln
| Bild                                    | Bezeichnung                                            | Lage                     | Datierung                 | Beschreibung | ID       |
| --------------------------------------- | ------------------------------------------------------ | ------------------------ | ------------------------- | --- | -------- |
| Direkt Bild zu diesem Denkmal hochladen | Wohnhaus, Einfriedung und Torpfeiler eines Bauernhofes | Am Dorfteich 3 (Karte)   | 2. Hälfte 19. Jahrhundert | Weitgehend original erhaltener, stattlicher Putzbau im alten Ortskern, baugeschichtlich von Bedeutung. - Wohnhaus: stattlicher zweigeschossiger Putzbau, 7:3 Achsen, im Erdgeschoss einfache, originale Putzgliederung erhalten, Wand-Öffnung-Verhältnis intakt, zum Teil originale Fenster, Sandsteinfenster- und -türgewände, im Giebel Zwillingsrundbogenfenster, Traufe aus Holz, verputzt, Krüppelwalmdach - Einfriedung: Bruchsteinmauer, verputzt - Torpfeiler: Sandsteinquader mit profilierter Abdeckplatte                                      | 08958778 |
| Direkt Bild zu diesem Denkmal hochladen | Wohnhaus eines Bauernhofes                             | Am Dorfteich 12 (Karte)  | Mitte 19. Jahrhundert     | Fachwerk-Wohnhaus, zeit- und landschaftstypisches Gebäude, baugeschichtlich von Bedeutung. Erdgeschoss massiv, Obergeschoss Fachwerk, zum Teil originale Fenster, Giebel massiv, Ziegel aufgemauert, zwei Segmentbogenfenster im Giebel, im Erdgeschoss Ecken aus Sandsteinquaderung, zum Teil Winterfenster, Sandsteintürgewände mit Schlußstein, Krüppelwalmdach mit Biberschwanzdeckung, liegender Dachstuhl. | 08958777 |
| Direkt Bild zu diesem Denkmal hochladen | Seitengebäude (mit Kumthalle) eines Dreiseithofes      | Am Dorfteich 13 (Karte)  | Um 1860                   | Verputzter Massivbau mit Zwillingsfenster im Giebel und seltener Kumthalle, weitgehend original erhaltenes Gebäude als Zeugnis der dörflichen Wohn- und Lebensweise, baugeschichtlich und wirtschaftsgeschichtlich von Bedeutung. Zweigeschossiger Putzbau mit 14:3 Achsen, Sandsteinfenstergewände in beiden Geschossen, zweijochige Kumthalle, Segmentbogen-Toreinfahrt und -Garageneinfahrt, im Obergeschoss zwei Ladeluken, Giebel mit Zwillings-Rundbogenfenster mit Ziersprossung und gerader Bedachung, Satteldach, im Stallteil preußische Kappe. | 08958776 |
|                                         | Denkmal für die Gefallenen des Ersten Weltkrieges      | Wölkische Straße (Karte) | Bezeichnet mit 1921       | Ortshistorische Bedeutung. 50 cm hoher, grob behauener roter Granitsockel, darauf roter Granitkubus (grob behauen), Schauseite poliert, mit Inschrift „Unseren im Weltkriege gefallenen Helden. Gewidmet von der Gemeinde Kobeln 1921“, dazu die Namen der Gefallenen und im oberen Bereich Eisernes Kreuz mit Lorbeer. | 08958775 |

## Mehltheuer
| Bild                                    | Bezeichnung | Lage                              | Datierung | Beschreibung | ID       |
| --------------------------------------- | --- | --------------------------------- | --- | --- | -------- |
| Weitere Bilder                          | Wegestein | Am Bahnhof (Karte)                | 19. Jahrhundert, überarbeitet | Verkehrshistorische Bedeutung. 1,50 m hohe Sandsteinstele, scharriert, mit Inschrift „Mehltheuer, Prausitz“. | 08958736 |
|                                         | Seitengebäude (mit Kumthalle), Scheune, Hofpflaster und Einfriedung eines Dreiseithofes                                                         | Bahnhofstraße 1 (Karte)           | 2. Hälfte 19. Jahrhundert | Verputzte Massivbauten des 19. Jahrhunderts, singuläres Beispiel einer erhaltenen dreibogigen Kumthalle im Ortsbild sowie Zeugnis landwirtschaftlichen Wirtschaftens, baugeschichtlich und wirtschaftsgeschichtlich von Bedeutung. - Seitengebäude: zweigeschossiger Putzbau mit flachem Mittelrisalit, dort dreijochige Kumthalle, im Obergeschoss Fenster mit Steingewänden, sonst Tür im Obergeschoss und rechteckige Toreinfahrt, Krüppelwalmdach - Scheune: zweigeschossiger Putzbau mit Sandsteinfenstergewänden, zwei große, gerade abschließende Toreinfahrten, Segmentbogeneinfahrt, profiliertes Kranzgesims, Belüftungsokuli, Krüppelwalmdach - Einfriedung: Bruchsteinsockel mit verputzten Zaunpfeilern und profilierten Abdeckplatten, dazwischen schmiedeeiserne Zaunfelder - Hofpflaster: Katzenkopfsteine | 08958751 |
| Direkt Bild zu diesem Denkmal hochladen | Wohnstallhaus eines Bauernhofes | Bahnhofstraße 2 (Karte)           | Mitte 19. Jahrhundert | Fachwerk-Wohnstallhaus, stattlicher zeit- und landschaftstypischer Bau im Dorfkern, baugeschichtlich von Bedeutung. Erdgeschoss massiv, Obergeschoss Fachwerk, Giebel massiv, Rückseite Fachwerk verputzt, zum Teil originale Fenster. | 08958750 |
| Weitere Bilder                          | Wegestein | Böhlener Weg (Karte)              | 19. Jahrhundert | Verkehrshistorische Bedeutung. Liegender Wegestein aus Sandstein, Inschrift stark verwittert. | 08958737 |
|                                         | Denkmal für die Gefallenen des Ersten Weltkrieges                                                                                               | Dorfstraße (Karte)                | Nach 1918 | Ortshistorische Bedeutung. Dreistufiger grauer Granitsockel, grauer Granitkubus mit Giebelabschluss an allen vier Seiten, im Giebeldreieck Schwerter und Eisernes Kreuz, Inschrift „Zum Andenken an unsere im Weltkriege 1914–1918 gefallenen Helden / Die Gemeinde Mehltheuer“, dazu die Namen der Gefallenen, Einfriedung durch kleinen Ehrenhain. | 08958739 |
| Weitere Bilder                          | Kirche (mit Ausstattung), Kirchhof mit Einfriedung, Denkmal für die Toten des Zweiten Weltkrieges sowie Grabmal                                 | Dorfstraße (Karte)                | Bezeichnet mit 1747 (Kirche); 1. Hälfte 18. Jahrhundert (Taufe); wohl 1747 (Kanzelaltar); 18. Jahrhundert (Einzelfigur); bezeichnet mit 1843 (Logen) | Schlichte barocke Saalkirche mit Westturm, ortsgeschichtliche und architekturgeschichtliche Bedeutung. - Kirche (Dehio Sachsen I, S. 552/553): Schlichte Saalkirche von 1747, Turm von 1777. Restaurierung 1936/37 und 1995. Verputzter Bruchsteinbau mit dreiseitig geschlossenem Chor und Satteldach, Rundbogenfenster, mit Segmentbogenabschluss. Quadratischer Westturm, im Obergeschoss oktogonal, abrocke Haube mit offener Laterne. Im Inneren flach gedeckt, zweigeschossige Emporen an der Nord- und Südseite, im Westen einfach, im Chorbereich Logen (bezeichnet mit 1843). Spätbarocker Kanzelaltar aus Holz, wohl aus der Erbauungszeit. Im Zentrum Kanzel mit geschweiftem Korb, seitlich zwei Säulen, darüber reich profiliertes Gesims, über der Kanzel aufgebogen, abschließend gesprengter Giebel mit Gloriole. Aufwendig gestaltete Taufe in farbiger Fassung mit Voluten und Akanthus verziert. Auf dem Deckel eine Flammenvase, erste Hälfte 18. Jahrhundert. Farbig gefasste Schnitzfiguren zweier Engel mit Kreuz und Kelch sowie Kruzifix, 18. Jahrhundert. Orgel von Franz Emil Keller, 1899. - Sandsteingrabmal in historistischen Formen - Denkmal an der Friedhofsmauer (Massengrab von Zivilisten): Inschrift „Die Angehörigen trauern um ihre Lieben, die am 24. April 45 ihr Leben lassen mußten“ | 08958746 |
| Direkt Bild zu diesem Denkmal hochladen | Wohnstallhaus (ohne Anbau) eines Bauernhofes | Dorfstraße 5 (Karte)              | 2. Hälfte 19. Jahrhundert | Fachwerk-Wohnstallhaus, Teil der alten Ortsstruktur in Kirchennähe, baugeschichtlich von Bedeutung. Erdgeschoss massiv verändert, Obergeschoss Fachwerk, Rückseite Fachwerk, Giebel massiv, Satteldach. | 08958747 |
| Direkt Bild zu diesem Denkmal hochladen | Wohnstallhaus | Dorfstraße 7 (Karte)              | Bezeichnet mit 1870 | Ortsbildprägendes Fachwerkgebäude, Teil der alten Ortsstruktur in Kirchennähe, baugeschichtlich von Bedeutung. Erdgeschoss massiv, Obergeschoss Fachwerk, Sandsteinfenstergewände, beide Giebel Fachwerk, zum Teil originale Fenster, Krüppelwalmdach. | 08958748 |
|                                         | Denkmal für die Gefallenen des Deutsch-Französischen Krieges 1870/71                                                                            | Lindenstraße (Karte)              | Nach 1871 | Von ortshistorischer Bedeutung. Abgefaster Sandsteinsockel, darauf ca. 70 cm hoher Sandsteinkubus, durch Kugel bekrönt, Inschrift „1870–1871“. | 08958745 |
| Direkt Bild zu diesem Denkmal hochladen | Spritzenhaus | Lindenstraße (Karte)              | 19. Jahrhundert | Zeugnis für die historische Brand- und Feuerabwehr, ortsgeschichtlich von Bedeutung. Eingeschossiger Putzbau mit Satteldach, Biberschwanz-Kronendeckung, an Giebelseite rundbogige Toreinfahrt. | 08958744 |
| Direkt Bild zu diesem Denkmal hochladen | Transformatorenhäuschen | Lindenstraße (Karte)              | 1. Hälfte 20. Jahrhundert | Zeugnis für die Elektrifizierung des Ortes, technikgeschichtlich von Bedeutung. Eingeschossiger Putzbau mit Krüppelwalmdach als Zwischendach, Biberschwanzdeckung, turmartiger Aufbau verschiefert, mit Zeltdach, Biberschwanzdeckung. | 08958743 |
| Direkt Bild zu diesem Denkmal hochladen | Wohnstallhaus (ohne rückwärtigen Anbau) eines ehemaligen Vierseithofes                                                                          | Lindenstraße 3 (Karte)            | Mitte 19. Jahrhundert | Stattliches Gebäude, Obergeschoss teilweise Fachwerk (verputzt), einfaches Beispiel für die ländliche Bau- und Lebensweise, baugeschichtlich von Bedeutung. Zweigeschossiger Putzbau, 3:11 Achsen, Wand-Öffnung-Verhältnis intakt, Tür im Obergeschoss, profiliertes Kranzgesims, zum Teil originale Fenster, Krüppelwalmdach. | 08958742 |
| Direkt Bild zu diesem Denkmal hochladen | Wohnstallhaus (Nr. 11) mit Anbau (Nr. 13) | Lindenstraße 11, 13 (Karte)       | 19. Jahrhundert | Fachwerkbauten, Teil der alten Ortsstruktur, baugeschichtlich von Bedeutung. Erdgeschoss massiv, Obergeschoss Fachwerk, Giebel massiv, Rückseite Fachwerk, im Giebel Steingewände und Zwillings-Rundbogenfenster mit Ziersprossen, Satteldach. | 08958741 |
| Direkt Bild zu diesem Denkmal hochladen | Wohnstallhaus eines Dreiseithofes, mit Toranlage und Einfriedungsmauer                                                                          | Lindenstraße 25 (Karte)           | 2. Hälfte 19. Jahrhundert | Schlichter Putzbau, weitgehend original erhaltene Gebäude als Teil der alten Ortsstruktur, baugeschichtlich von Bedeutung. Zweigeschossiger Putzbau mit Sandsteinfenstergewänden und zum Teil originalen Fenstern, Sandsteintürgewände mit gerader Bedachung, originales Türblatt, Satteldach, Einfriedung: drei Torpfeiler mit gerader Bedachung und ein Teil Bruchsteinmauer. | 08958740 |
|                                         | Wegestein | Lommatzscher Straße (Karte)       | 19. Jahrhundert | Verkehrshistorische Bedeutung. Ca. 1,50 m hoher scharrierter Sandsteinkubus, an vier abgeschrägten Seiten Inschrift „Lommatzsch, Riesa, Seerhausen, Zehren“ (ohne Kilometerangaben). | 08958797 |
| Direkt Bild zu diesem Denkmal hochladen | Wohnstallhaus (Nr. 12, über winkelförmigem Grundriss) und Seitengebäude (Nr. 12a, Wohnstallhaus, ohne Anbau) sowie Torpfeiler eines Bauernhofes | Prausitzer Straße 12, 12a (Karte) | Mitte 19. Jahrhundert | Obergeschoss Fachwerk, aufwendige Türportale, stattliche, zeit- und landschaftstypische Hofanlage, größte im Ort, baugeschichtlich und wirtschaftsgeschichtlich von Bedeutung. - 1. Wohnstallhaus: Erdgeschoss massiv, Sandsteinfenstergewände, Obergeschoss Fachwerk, zum Teil verputzt, rechtwinkliger Stallanbau mit flachem Kappengewölbe auf Säulen, profilierter Türsturz aus Sandstein, zum Teil originale Fenster - 2. Wohnstallhaus: Erdgeschoss massiv, Sandsteinfenstergewände, Obergeschoss Fachwerk, Giebel massiv, Zwillingsfenster, im winkligen Anbau Reste von dreijochiger Kumthalle (diese kein Denkmal) - Torpfeiler: in Hauswand eingelassene Pfeiler aus Sandsteinquadern, einer mit profilierter Abdeckplatte | 08958770 |

### Ehemaliges Denkmal (Mehltheuer)
| Bild                                    | Bezeichnung                       | Lage                      | Datierung | Beschreibung | ID       |
| --------------------------------------- | --------------------------------- | ------------------------- | --------- | --- | -------- |
| Direkt Bild zu diesem Denkmal hochladen | Wohnstallhaus eines Dreiseithofes | Stiller Winkel 10 (Karte) | 1823      | Fachwerk-Wohnstallhaus, eines der wenigen weitgehend authentisch erhaltenen zeit- und landschaftstypischen bäuerlichen Wohngebäude im Ort, baugeschichtlich von Bedeutung. Erdgeschoss massiv, Obergeschoss Fachwerk, Giebel massiv, Segmentbogen-Sandsteingewände mit Schlussstein, dort bezeichnet mit „G. 1823“, Krüppelwalmdach. Zwischen 2009 und 2014 abgerissen. | 08958749 |

## Neuhirschstein
| Bild                                    | Bezeichnung                                                                                             | Lage                                                   | Datierung                                                                                                | Beschreibung | ID       |
| --------------------------------------- | --- | ------------------------------------------------------ | --- | --- | -------- |
| Weitere Bilder                          | Grabanlage der Familie Crusius, mit Einfriedung (Einzeldenkmal zu ID-Nr. 09303876, Schloßstraße 7–12)   | (Flurstück 287) (Karte)                                | Nach 1922                                                                                                | Einzeldenkmal der Sachgesamtheit Rittergut und Schloss Hirschstein; ortshistorische Bedeutung. - Grabanlage: halbkreisförmig aus Naturstein, mittige Betonung durch überhöhte ädikulaartige Wand mit flankierenden Halbsäulen und Kapitellen, Inschrifttafel, darüber Kreuz, Bedachung durch Tympanon mit ovalem Feld, Inschrift „Sehet ich bin bei Euch alle Tage bis an der Welt Ende“ - Einfriedung: Natursteinpfeiler mit schmiedeeisernen Zaunfeldern | 08958726 |
| Direkt Bild zu diesem Denkmal hochladen | Transformatorenhäuschen                                                                                 | Am Transformator 3 (neben) (Karte)                     | 1. Hälfte 20. Jahrhundert                                                                                | Zeugnis für die Elektrifizierung des Ortes, technikgeschichtlich von Bedeutung. Eingeschossiger Putzbau auf quadratischem Grundriss, Krüppelwalmdach (als Zwischendach) mit Biberschwanzdeckung, turmartiger Aufbau verschiefert, mit Zeltdach, Biberschwanzdeckung. | 08958735 |
| Direkt Bild zu diesem Denkmal hochladen | Scheune und Seitengebäude eines Zweiseithofes                                                           | Elbstraße 1 (Karte)                                    | 19. Jahrhundert                                                                                          | Weitgehend original erhaltene Gebäude in exponierter Lage am Ortseingang, baugeschichtlich und wirtschaftsgeschichtlich von Bedeutung. - Scheune: Bruchsteinbau, zum Teil Ziegelbau, verputzt, mit oberer Scheuneneinfahrt, mächtiges Mansardgiebeldach mit Biberschwanz-Kronendeckung - Seitengebäude: eingeschossiger Putzbau mit großen Rundbogenfenstern, Sandsteinfenstergewände, auch am Giebel Rundbogenfenster, originale Fenster mit Ziersprossen, Satteldach, Okuli unter Dachtraufe | 08958734 |
| Direkt Bild zu diesem Denkmal hochladen | Keller einer ehemaligen Brauerei                                                                        | Elbstraße 4 (Karte)                                    | 1805 | Baugeschichtlich und ortsgeschichtlich bedeutend. Ehemaliges Brauhaus eingeschossiger Bruchsteinbau, verputzt, mit Sandsteinfenstergewänden, Sandsteintürgewände mit Schlussstein, dort bezeichnet mit „G.L 1805“, profiliertes Kranzgesims, Mansarddach mit Krüppelwalm, Dacherker mit Satteldach, durchgehende Dachschleppe, Fledermausgaupen, originale Dachdeckung mit Biberschwänzen. Abbruch des Brauhauses 2002, lediglich der Keller ist erhalten geblieben. | 08958732 |
| Weitere Bilder                          | Rittergut und Schloss Hirschstein (Sachgesamtheit)                                                      | Schloßstraße 7, 8, 9, 10, 11, 12 (Elbstraße 5) (Karte) | 1205 (Burg); 17. Jahrhundert, später überformt (Schloss)                                                 | Sachgesamtheit Rittergut und Schloss Hirschstein, mit den Einzeldenkmalen: Schloss (Nr. 12), Wirtschaftsgebäude (Nr. 8) und Einfriedungsmauern (08958728, Schloßstraße 8, 12), weiterhin Grabanlage der Familie Crusius (mit Einfriedung) im Schlosspark (08958726, ohne Anschrift), Allee an der Schloßstraße/Elbstraße und Schlosspark (Gartendenkmal) und den Sachgesamtheitsteilen: weitere Gebäude des Ritterguts (Schloßstraße 7–11) und Nebengebäude (ehemaliges Orangeriegebäude) am Bergfuß (Elbstraße 5); landschaftsprägendes Schlossgebäude auf einer Felskuppe an der Elbe gegenüber Diesbar-Seußlitz, mittelalterlichen Ursprungs, errichtet zur Sicherung der Grenzmark, nach Niederbrennung 1637 im Dreißigjährigen Krieg größtenteils Neuaufbau, äußerlich schlichte, ringförmige Anlage mit Turm, baugeschichtliche, ortsgeschichtliche, gartenkünstlerische und landesgeschichtliche Bedeutung | 09303876 |
| Weitere Bilder                          | Schloss (Nr. 12), Wirtschaftsgebäude (Nr. 8) und Einfriedungsmauern (Einzeldenkmale zu ID-Nr. 09303876) | Schloßstraße 8, 12 (Karte)                             | 1205 (Burg); 17. Jahrhundert, später überformt (Schloss); 2. Hälfte 18. Jahrhundert (Wirtschaftsgebäude) | Einzeldenkmale der Sachgesamtheit Rittergut und Schloss Hirschstein; landschaftsprägendes Schlossgebäude auf einer Felskuppe an der Elbe gegenüber Diesbar-Seußlitz, mittelalterlichen Ursprungs, errichtet zur Sicherung der Grenzmark, nach Niederbrennung 1637 im Dreißigjährigen Krieg größtenteils Neuaufbau, äußerlich schlichte, ringförmige Anlage mit Turm, innen bemerkenswerte Ausstattung, baugeschichtliche, ortsgeschichtliche und landesgeschichtliche Bedeutung. - Schloss: siehe Dehio Sachsen I, S. 15 - Denkmalrelevante Ausstattung im Schloss Hirschstein: Hierzu gehört vor allem das gesamte vor 1945 entstandene wandfeste Interieur wie Schmuck- und Gliederungselemente aus Stuck und anderen Materialien, die alten Fußböden (insbesondere Fliesenfußböden), Verkleidungen, Vertäfelungen und Zierdecken aus Holz, Türen, Wandbespannungen, Balustraden, Geländer, Gitter, Handläufe sowie besondere Stücke wie drei Wappen und eine Inschrifttafel. Die besagte Ausstattung konzentriert sich vor allem im Foyer und im Treppenhaus des Nordflügels, im Westflügel (hier finden sich Verkleidungen, Vertäfelungen und eine Zierdecken aus Holz und markante Füllungstüren und eine eiserne Spindeltreppe), in den Sälen des Rundbaus und in der Kapelle des Ostflügels. Abgesehen von der wandfesten Ausstattung haben sich auch Teile der beweglichen Ausstattung, die denkmalrelevant sind, erhalten. Dabei handelt es sich um zwei Vitrinen im Erdgeschosssaal des Rundbaus, Leuchter aus der Zeit vor 1945 und solche die den historischen nachempfunden wurden, Farbglasfenster sowie einen Kachelofen vor allem im Westflügel. - Seitengebäude: zweigeschossiger Bruchsteinbau, verputzt, Sandsteinfenstergewände, zwei Rundbogentore mit Sandsteingewänden und originalen Torblättern, Mansarddach mit Krüppelwalm und vermauerter Ladeluke - Einfriedung: zum Teil Balustraden, zum Teil Bruchsteinmauern | 08958728 |
| Direkt Bild zu diesem Denkmal hochladen | Wohnhaus eines Vierseithofes                                                                            | Waldstraße 5 (Karte)                                   | 2. Hälfte 19. Jahrhundert                                                                                | Fachwerk-Wohnhaus, zeit- und landschaftstypisches Gebäude, baugeschichtlich von Bedeutung. Erdgeschoss massiv, Obergeschoss Fachwerk, Giebel und Rückseite massiv, Giebeldreieck verbrettert, Satteldach, saniert. | 08958730 |
| Direkt Bild zu diesem Denkmal hochladen | Wohnhaus                                                                                                | Waldstraße 8 (Karte)                                   | Mitte 19. Jahrhundert                                                                                    | Mit Fachwerk-Obergeschoss, Teil der alten Ortsstruktur, baugeschichtlich von Bedeutung. Erdgeschoss massiv, Giebel und Rückseite massiv, Satteldach. | 08958729 |
| Direkt Bild zu diesem Denkmal hochladen | Wohnhaus eines Zweiseithofes                                                                            | Zur Winzerdelle 1 (Karte)                              | 2. Hälfte 19. Jahrhundert                                                                                | Fachwerk-Wohnhaus, weitgehend authentisch erhaltenes Gebäude als Teil der alten Ortsstruktur, baugeschichtlich von Bedeutung. Erdgeschoss massiv, Obergeschoss Fachwerk, Giebel massiv, Satteldach, Frackdach, originale Fenster. | 08958731 |

## Pahrenz
| Bild                                    | Bezeichnung                                                                                                   | Lage                          | Datierung | Beschreibung | ID       |
| --------------------------------------- | --- | ----------------------------- | --- | --- | -------- |
| Direkt Bild zu diesem Denkmal hochladen | Zwei Seitengebäude eines Vierseithofes                                                                        | Dörschnitzer Straße 5 (Karte) | 1848 | Beide Gebäude mit Fachwerk-Obergeschoss, zeit- und landschaftstypische bäuerliche Bauten, baugeschichtlich von Bedeutung. - 1. Seitengebäude: massiv, Sandsteingewände, mittig hervortretender einachsiger Mittelrisalit, Obergeschoss Fachwerk (rückwärtig verbrettert), Taubenschlag, Ladeluke, Giebel massiv, Sandsteingewände, halbrundes Fenster im Giebel, Krüppelwalmdach - 2. Seitengebäude: Erdgeschoss massiv, zwei große Toreinfahrten, Obergeschoss Fachwerk, neun Achsen,Krüppelwalmdach, zwei Ladeluken | 08958773 |
| Direkt Bild zu diesem Denkmal hochladen | Seitengebäude (Wohnstallhaus mit Kumthalle), Scheune und Hofeinfahrt mit zwei Torpfeilern eines Dreiseithofes | Windmühlenstraße 5 (Karte)    | Bezeichnet mit 1837 (Seitengebäude); bezeichnet mit 1902 (Scheune)                                                            | Seitengebäude mit Fachwerk-Obergeschoss und zweibogiger Kumthalle, Zeugnis der ländlichen Bauweise und Wirtschaftsform, baugeschichtlich und wirtschaftsgeschichtlich von Bedeutung. - Wohnstallhaus (saniert): Erdgeschoss massiv, Hofseite mit Fachwerk-Obergeschoss, Rückseite massiv, mit zweijochiger Kumthalle, Sandsteingewände, Dachausbau und Verglasung der Gefache im hinteren Teil neu, Krüppelwalmdach, bezeichnet in Tafel „1837 G.S. / 1998 M.G.S.“ - Scheune: eingeschossiger Bruchsteinbau, Okuli unter Traufe, Inschrifttafel „Erbaut M. Oehmischen 1902“, große Toreinfahrt, Satteldach - Einfriedung: Bruchsteinmauer, zwei Torpfeiler mit grob scharrierten Sandstein-Abdeckplatten | 08958772 |
| Direkt Bild zu diesem Denkmal hochladen | Seitengebäude eines Vierseithofes                                                                             | Windmühlenstraße 9a (Karte)   | 1. Hälfte 19. Jahrhundert | Langgestreckter zweigeschossiger Putzbau mit Sandstein-Fenstergewänden, weitgehend original erhaltener Bau als Teil der alten Ortsstruktur, baugeschichtlich von Bedeutung. Historische Fenster erhalten, große Toreinfahrt, mächtiges Krüppelwalmdach. Irrtümlich als Windmühlenstraße 9 in der offiziellen Denkmalliste. | 08958774 |
| Weitere Bilder                          | Turmholländer und Schroterei mit technischer Ausstattung (Jenichen-Mühle)                                     | Windmühlenstraße 44 (Karte)   | Bezeichnet mit 1889 (Getreidemühle); 1922 (Schrotmühle); 1951 (Fanal und Walzenstuhl); um 1955 (Dunst- und Grießputzmaschine) | Bemerkenswertes Zeugnis der Müllerei in Sachsen, Besonderheit eines auf Drehkranz mit Kugellager ruhenden Mühlenkopfes mit Flügelkreuz aus Bilauschen Ventikanten, Schroterei mit frei stehender Windmühle durch 23 m lange Transmissionswelle unter der Erde verbunden, technikgeschichtlich und ortsgeschichtlich von Bedeutung, Bilausche Ventikanten von großem Seltenheitswert | 08958771 |

## Prausitz
| Bild                                    | Bezeichnung | Lage                   | Datierung                                                                                       | Beschreibung | ID       |
| --------------------------------------- | --- | ---------------------- | ----------------------------------------------------------------------------------------------- | --- | -------- |
| Weitere Bilder                          | Kirche (mit Ausstattung), Kirchhof mit Einfriedung, Kriegerdenkmal für die Gefallenen des Ersten Weltkrieges und Grabmal der Familie Hennig | Hauptstraße (Karte)    | 1775–1781 (Kirche); 1863 (Orgel); 1895 (Altar); nach 1908 (Grabmal); nach 1918 (Kriegerdenkmal) | Kirche ein stattlicher barocker Saalbau mit Mansarddach und wuchtigem Westturm, ortsgeschichtlich und architekturgeschichtliche Bedeutung. - Kirche (Dehio Sachsen I, S. 715): Stattlicher Saalbau, 1775–81 durch Samuel Locke erbaut, 1894/95 nach Osten erweitert. Restaurierung 1980–83 (Innenraum). Verputzter Bruchsteinbau mit dreiseitig geschlossenem Chor und Mansardwalmdach. Quadratischer Turm mit achtseitigem Glockengeschoss und verschieferter Haube mit Umgang, offener Laterne und Zwiebel. - Im Inneren flach gedeckt, eingeschossige Emporen an drei Seiten. Ausmalung der Kirche 1895 durch Kunstmaler Kemper: an der Saaldecke ein großes Kreuz, mittig Medaillon mit dem Antlitz Christi, an den kreuzenden Medaillons mit Evangelistensymbolen, Chordecke mit der Darstellung des Jüngsten Gerichts (dabei Wiedergabe der Prausitzer Kirche). - Ausstattung: Dreiteiliger Altaraufbau aus Stein, farbig gefasst und vergoldet, 1895 errichtet. In der Mitte Gemälde mit Darstellung des Abendmahls, von Anton Dietrich, seitlich Reliefs mit Darstellung von Ähren und Wein, darüber kräftiges Gesims mit Engelköpfen, dem Vogel Phönix und einem Kranich. Gesprengter Giebel mit Kreuz und flankierenden Engeln. Kruzifix aus Holz auf der Mensa nach einem Entwurf von Ernst Rietschel, ausgeführt von Hermann Hultzsch (2. Hälfte 19. Jahrhundert). Große romantische Orgel von Karl Eduard Jehmlich (1863). - Denkmal für die Gefallenen des Ersten und Zweiten Weltkrieges: an Kirchwand angebrachte Gedenktafel auf Konsolen, im Flachbogengiebel Stahlhelm mit Zweigen, datiert 1914–1918, mittige Tafel mit Inschrift „Ihren Gefallenen – Die dankbare Heimat. Sie starben für uns“, darunter Tafel für die Gefallenen des Zweiten Weltkrieges - Grabmal der Familie Hennig: aus Sandstein, mit Jugendstilornamenten, dreiteiliger Aufbau mit überhöhter Mitteltafel, diese hat an den oberen Ecken eingearbeitete Gesichter mit Flügelumrahmung, seitliche Halbsäulen mit Ornamentik | 08958754 |
| Weitere Bilder                          | Rest eines Turmholländers | Hauptstraße 2 (Karte)  | Bezeichnet mit 1804                                                                             | Technikgeschichtliche und ortshistorische Bedeutung. Mühlenstumpf aus unverputztem Bruchstein, Sandsteintürgewände mit Schlußstein, bezeichnet mit 1804, Reste des früheren Mahlgangs und Steinkran. | 08958752 |
| Direkt Bild zu diesem Denkmal hochladen | Wohnhaus mit Einfriedung | Hauptstraße 21 (Karte) | Um 1890                                                                                         | Gut gestalteter, gründerzeitlicher Klinkerbau, Zeugnis für städtisch wirkende Bebauung im ländlich geprägten Ortskern, baugeschichtlich und ortsentwicklungsgeschichtlich von Bedeutung. - Wohnhaus: Sockel mit Putznutung, zweigeschossiger Klinkerbau mit profilierten Sandsteingewänden, flacher dreiachsiger Mittelrisalit mit Dreiecksgiebelabschluss, im Erdgeschoss unter den Fenstern des Risalits Putzspiegel, im Risalit profiliertes Kranzgesims, Walmdach - Einfriedung: originaler schmiedeeiserner Zaun | 08958755 |
| Direkt Bild zu diesem Denkmal hochladen | Wohnhaus (ohne Anbauten) | Hauptstraße 23 (Karte) | 19. Jahrhundert                                                                                 | Einfaches, weitgehend original erhaltenes Beispiel ländlicher Bauweise, sozial- und dorfentwicklungsgeschichtlich bedeutend. Erdgeschoss massiv, Obergeschoss Fachwerk, verputzt, Giebel massiv, fünf Winterfenster erhalten, Satteldach. | 08958769 |
| Direkt Bild zu diesem Denkmal hochladen | Wohnstallhaus und Scheune eines Dreiseithofes                                                                                               | Hauptstraße 24 (Karte) | 2. Hälfte 19. Jahrhundert (Wohnstallhaus); bezeichnet mit 1890 (Scheune)                        | Zeugnis der ländlichen Wohn- und Lebensweise, weitgehend original erhaltene Massivbauten, baugeschichtlich und wirtschaftsgeschichtlich von Bedeutung. - Wohnstallhaus: zweigeschossiger Putzbau, Erdgeschoss durch Toreinfahrt verändert, Steingewände, 3:8 Achsen, Wand-Öffnung-Verhältnis intakt, im Giebel zwei Rundbogenfenster mit Ziersprossen, Satteldach - Scheune: eingeschossiger Massivbau, verputzt mit Drempel und Satteldach, bezeichnet in Tafel mit „erbaut von ... Tamm. 1890“, zwei rechteckige große Toröffnungen mit jeweils zweiflügeligen Holzschiebetoren, rechtes Holztor auf seinen Flügeln in unterer Hälfte durch stabilisierendes Holzkreuz (zwei gekreuzte Holzlatten) verziert, Drempel mit kreisrunden Lüftungsrossetten, von glattgeputzter Fasche gerahmt, zwischen Erdgeschoss und Drempel glatter Putzstreifen; im mittleren Wandfeld zwei stehende rechteckige Öffnungen nachträglich eingebrochen, stören aber nicht erheblich - Seitengebäude (aufgrund nachträglicher Veränderungen und damit verringertem Authentizitätsgrad 2004 aus der Denkmalaufstellung gestrichen): Erdgeschoss massiv, Obergeschoss und Giebel Fachwerk, originale Fenster, Krüppelwalmdach mit Biberschwanz-Kronendeckung | 08958753 |
| Direkt Bild zu diesem Denkmal hochladen | Pfarrhaus mit Torpfeilern zum Pfarrhof | Hauptstraße 26 (Karte) | Bezeichnet mit 1812                                                                             | Zweigeschossiger Putzbau mit Segmentbogenportal, weitgehend original erhaltenes Gebäude, ortshistorische Bedeutung. Zweigeschossiger Putzbau mit Sandsteinfenstergewänden und mit profilierten Steingewänden Sandstein-Segmentbogentürgewände, im Schlussstein bezeichnet mit 1812, originales Türblatt und Türknauf, originaler Putz, Balkon an Frontseite spätere Zutat, zwei Torpfeiler mit profilierten Abdeckplatten und Ornamentband. | 08958756 |
|                                         | Wohnhaus mit Gedenktafel | Hauptstraße 32 (Karte) | Bezeichnet mit 1903, im Kern älter                                                              | Schlichter Putzbau mit repräsentativem Eingangsbereich, als Geburtshaus von Franciscus Nagler (Komponist und Heimatdichter, 1873–1957) von personengeschichtlicher und ortshistorischer Bedeutung - Wohnhaus: zweigeschossiger Putzbau, profilierte Sandsteingewände in beiden Geschossen, im Erdgeschoss jeweils zwei Fenster zusammengefasst, aufwendig gestaltetes Eingangsportal aus Sandstein mit Inschrift „19 Bete und Arbeite 03“, rückwärtig einige Fenster zugesetzt, Walmdach - an Vorderseite Erinnerungstafel: „Geburtshaus des Musikanten, Komponisten, Heimatdichters und Erzählers Franziskus Nagler, geb. 22.7.1873, gest. 4.6.1957“ | 08958768 |
| Direkt Bild zu diesem Denkmal hochladen | Wohnstallhaus, Seitengebäude und Scheune eines Dreiseithofes                                                                                | Hauptstraße 38 (Karte) | 2. Hälfte 19. Jahrhundert                                                                       | Weitgehend original erhaltenes Hofensemble in Fachwerkbauweise, baugeschichtlich und wirtschaftsgeschichtlich von Bedeutung. - Wohnstallhaus (saniert): Erdgeschoss massiv, Obergeschoss und Giebel Fachwerk, Krüppelwalmdach - Seitengebäude: Erdgeschoss massiv, mit Garageneinbauten, Obergeschoss Fachwerk, Tür in Obergeschoss, Giebel Fachwerk, zum Teil originale Fenster, Krüppelwalmdach - Scheune: eingeschossige Fachwerkkonstruktion mit großer Toreinfahrt aus Holz, Satteldach | 08958757 |

## Schänitz
| Bild                                    | Bezeichnung                                                                                      | Lage                         | Datierung                                             | Beschreibung | ID       |
| --------------------------------------- | ------------------------------------------------------------------------------------------------ | ---------------------------- | ----------------------------------------------------- | --- | -------- |
| Direkt Bild zu diesem Denkmal hochladen | Wohnhaus mit rechtwinklig angebautem Stallgebäude, Seitengebäude und Toranlage eines Bauernhofes | Am Dorfgarten 6 (Karte)      | Bezeichnet mit 1794 (Bauernhaus); um 1800 (Toranlage) | Weitgehend original erhaltenes, zeit- und landschaftstypisches Hofensemble, Wohnhaus und Seitengebäude Obergeschoss Fachwerk, charakteristischer Torbogen als Hofzufahrt, baugeschichtlich von Bedeutung. - Wohnstallhaus: zweigeschossiger Putzbau mit Sandsteingewänden in beiden Geschossen, Krüppelwalmdach, historische Fenster - Wohnhaus: Erdgeschoss massiv, Obergeschoss und Rückseite Fachwerk, Giebel massiv - Seitengebäude: Erdgeschoss massiv, Obergeschoss Fachwerk, Giebel massiv, originale Fenster, im Erdgeschoss Sandsteingewände, Ladeluke im Obergeschoss, Krüppelwalmdach, Biberschwanzdeckung, Frackdach an Hinterseite - Einfriedung: Rundbogentor mit Schlussstein, stark verwittert, Torbogen aus Sandsteinquadern, seitliche Tormauern verputzt, seitlicher Rundbogendurchgang | 08958765 |
|                                         | Transformatorenhäuschen                                                                          | Leutewitzer Straße (Karte)   | 1. Hälfte 20. Jahrhundert                             | Zeugnis für die Elektrifizierung des Ortes, technikgeschichtlich von Bedeutung. Putzbau auf quadratischem Grundriss, mit Krüppelwalmdach als Zwischendach, Biberschwanzdeckung, turmartiger Aufbau verschiefert, mit Zeltdach, Biberschwanzdeckung. | 08958764 |
| Weitere Bilder                          | Turmholländer der Großmannmühle                                                                  | Leutewitzer Straße 5 (Karte) | Bezeichnet mit 1794                                   | Ortshistorische Bedeutung. Dreieinhalbgeschossiger runder Putzbau mit Korbbogengewänden aus Sandstein, mit Schlussstein, dort bezeichnet mit „J.G.S. + J.S. 1794“, Fensteröffnungen im Mauerwerk, Faltkegeldach, Wetterfahne, im Inneren museale Einrichtung. | 08958767 |

### Ehemaliges Denkmal (Schänitz)
| Bild                                    | Bezeichnung                                                    | Lage                    | Datierung                 | Beschreibung | ID       |
| --------------------------------------- | -------------------------------------------------------------- | ----------------------- | ------------------------- | --- | -------- |
| Direkt Bild zu diesem Denkmal hochladen | Wohnstallhaus und Seitengebäude eines ehemaligen Vierseithofes | Am Dorfgarten 9 (Karte) | 1. Hälfte 19. Jahrhundert | Weitgehend original erhaltene Hofanlage als Zeugnis der ländlichen Wohn- und Lebensweise, Wohnstallhaus zweigeschossiger Putzbau mit Segmentbogenportal, Seitengebäude Obergeschoss Fachwerk, baugeschichtlich von Bedeutung. - Wohnstallhaus: zweigeschossiger Putzbau, im Erdgeschoss Bruchsteinmauerwerk und Sandsteinfenstergewände, Segmentbogentür, Krüppelwalmdach - Seitengebäude: Erdgeschoss massiv, Obergeschoss Fachwerk, hier Ladeluke, im Erdgeschoss Sandsteinfenstergewände, Rückseite Fachwerk, Krüppelwalmdach Zwischen 2018 und 2020 abgerissen. | 08958766 |

## Tabellenlegende
- Bild: Bild des Kulturdenkmals, ggf. zusätzlich mit einem Link zu weiteren Fotos des Kulturdenkmals im Medienarchiv Wikimedia Commons. Wenn man auf das Kamerasymbol klickt, können Fotos zu Kulturdenkmalen aus dieser Liste hochgeladen werden:
- Bezeichnung: Denkmalgeschützte Objekte und ggf. Bauwerksname des Kulturdenkmals
- Lage: Straßenname und Hausnummer oder Flurstücknummer des Kulturdenkmals. Die Grundsortierung der Liste erfolgt nach dieser Adresse. Der Link (Karte) führt zu verschiedenen Kartendiensten mit der Position des Kulturdenkmals. Fehlt dieser Link, wurden die Koordinaten noch nicht eingetragen. Sind diese bekannt, können sie über ein Tool mit einer Kartenansicht einfach nachgetragen werden. In dieser Kartenansicht sind Kulturdenkmale ohne Koordinaten mit einem roten bzw. orangen Marker dargestellt und können durch Verschieben auf die richtige Position in der Karte mit Koordinaten versehen werden. Kulturdenkmale ohne Bild sind an einem blauen bzw. roten Marker erkennbar.
- Datierung: Baubeginn, Fertigstellung, Datum der Erstnennung oder grobe zeitliche Einordnung entsprechend des Eintrags in der sächsischen Denkmaldatenbank
- Beschreibung: Kurzcharakteristik des Kulturdenkmals entsprechend des Eintrags in der sächsischen Denkmaldatenbank, ggf. ergänzt durch die dort nur selten veröffentlichten Erfassungstexte oder zusätzliche Informationen
- ID: Vom Landesamt für Denkmalpflege Sachsen vergebene, das Kulturdenkmal eindeutig identifizierende Objekt-Nummer. Der Link führt zum PDF-Denkmaldokument des Landesamtes für Denkmalpflege Sachsen. Bei ehemaligen Kulturdenkmalen können die Objektnummern unbekannt sein und deshalb fehlen bzw. die Links von aus der Datenbank entfernten Objektnummern ins Leere führen. Ein ggf. vorhandenes Icon  führt zu den Angaben des Kulturdenkmals bei Wikidata.

## Ausführliche Denkmaltexte
1. ↑  Beschreibung des Gartendenkmals Schloss Hirschstein (Nora Kindermann, 23. Februar 2012, Schlossgarten nicht enthalten, war nicht zugänglich):
  - Geschichte der Gartenanlagen (aus Obst, Siegfried: Schloss Hirschstein):
    - 1729: Erwerb durch Graf Johann Adolf von Loß (1684–1757), Anlage der Terrassen südlich und westlich des Schlosses
    - 18. Jahrhundert: Gestaltung des angrenzenden Waldbereiches durch Wegebau und gezielte Baumpflanzungen, Integration des Ringwalls unter Familie von Loß
    - 1810: Errichtung einer künstlichen Ruine auf dem Standort des sogenannten Alten Schlosses durch Graf von Loß (III)
    - 1892: Rittmeister Max Hermann Crusius wird Eigentümer und nimmt Veränderungen am Park vor, es werden neue Wege gebaut und an markanten Stellen Findlinge gesetzt, die den Mitgliedern der Familie gewidmet sind

  - Bauliche Schutzgüter:
    - Gebäude: Schloss Neuhirschstein mit Nebengebäude
    - Erschließung: Das historische Wegesystem ist noch im Gelände ablesbar, der Verlauf entspricht der Darstellung in den historischen topographischen Karten.

  - Gartenausstattung:
    - 1. Grabstätte Familie Crusius: nach dem Tod von Max Hermann Crusius auf Geheiß von dessen Frau (wahrscheinlich auf einer alten Grablege der Grafen von Loß) angelegt, beigesetzt sind Max Hermann Crusius (1858–1907), dessen Frau Louise Crusius, geborene Leuscher (Tochter eines Plauener Spitzenfabrikanten aus Glauchau), deren zweiter Mann, Dr. Max Julius Karl Wilhelm Busse (1874–1928) und ihr Sohn Atlas Leberecht Hermann Ludwig Crusius (1903–1922)
    - 2. Steinsetzung mit Findlingen und Altbaumstubben
    - 3. Steinsetzung Annemarien-Anlage (datiert 1901), für Annemarie Crusius, die 1901 geborene Tochter von Max Hermann Crusius
    - 4. Aussichtspunkt Max-Hermann-Blick mit Alteichen (Max Hermann Crusius, Besitzer von Schloss Hirschstein)
    - 5. Steinsetzung Hermann-Ludwig-Weg: Hermann Ludwig Crusius (1903–1922) war der Sohn der letzten Besitzer von Schloss Hirschstein, Max Hermann Crusius und Louise Crusius
    - 6. Aussichtspunkt: sogenanntes Altes Schloss oder auch Burg- oder Wartberg, Felsformation aus Porphyr mit Stufen, auf dieser wurde 1810 durch den Grafen von Loß eine künstliche Ruine angelegt (nicht mehr vorhanden)
    - 7. Ringwallanlage
    - 8. Solitärbuche auf Anhöhe
    - 9. Sitznische Marie-Louise-Platz: Lieblingsplatz der Ehefrau von Max Hermann Crusius

  - Vegetation:
    - Einzelbäume:
      - Waldartiger Bestand aus Eiche (Quercus robur), Rot-Eiche (Quercus rubra), Linde (Tilia spec.), Rotbuche (Fagus sylvatica), Hainbuchen (Carpinus betulus), Bergahorn (Acer pseudoplatanus), Weymouthskiefer (Pinus strobus), Waldkiefer (Pinus sylvestris)
      - Dendrologische Besonderheit: veredelte Kastanie an der Ostseite der Wirtschaftsgebäude, alter Feldahorn (Acer campestre)

    - Hecken und Sträucher:
      - Bauernjasmin (Philadelphus spec.) in Gebäudenähe

  - Sonstige Schutzgüter:
    - Bodenrelief: stark bewegte Topografie, Geländeabfall von West nach Ost zur Elbaue
    - Blickbeziehung: in die Elbaue und zum anderen Elbufer

  - Denkmalwert: ortsgeschichtlich, personengeschichtlich, landschaftsgestaltend, gartenkünstlerisch
2. ↑  Windmühle Pahrenz:

Die Windmühle ist ein viereinhalbgeschossiger, verputzter Bau mit originalen Fenstern mit Ziersprossung, der sich nach oben hin konisch verjüngt. Das Dach erscheint als geschweifte Haube. Der Eingang erfolgt über eine Rundbogentür mit historischem Türblatt. Über der Tür befindet sich eine Tafel mit der Inschrift „Erbaut von Jenichen 1889“.

Das weithin sichtbare Gebäude zeigt den üblichen Aufbau einer Getreidemühle mit mehreren Böden (Geschossen) für die Müllerei und die Reinigung. Die Technik hat sich weitestgehend vollständig erhalten. Im Keller befindet sich das östliche Ende einer 23 m langen Transmissionswelle, welche die Aggregate in der frei stehenden Windmühle und der westlich davon befindlichen Schroterei antreibt (wohl eine Besonderheit der Jenichen-Mühle).

Im Erdgeschoss (Parterre), Mahlboden bzw. Walzenstuhlboden, stehen eine Fanal der Firma Landgraf & Sohn Mühlenbauanstalt und Maschinenfabrik Bad Frankenhausen von 1951 und ein Walzenstuhl der Gebrüder Grosse auch von 1951. Es folgen im ersten Obergeschoss, dem Rohrboden, eine Bürstenmaschine der Firma Elite Nossen (Logo), eine Grießputzmaschine, um 1955, ein Quetschstuhl und eine Mischmaschine der Firma Gebrüder Grosse Lohmen (Grießputzmaschine und Quetschstuhl mit Logo, wohl 1922) sowie ein Silo. Das zweite Obergeschoss, weiterer Rohrboden, verfügt über eine Spitz- und Schälmaschine, einen Druckfilter und Absackvorrichtungen.

Im dritten Obergeschoss, Plansichterboden, befinden sich ein Aspirateur der Firma Arno E. Hofmann Mühlenbau Nossen/Sa (Logo), ein Trieur, ein Plansichter der Firma Grosse (wohl 1922) und ein Saugfilter. Der drehbare Mühlenkopf, Dachboden, beherbergt die Vorrichtungen für die Übertragung der Windkraft auf die Transmission (erfolgt durch senkrechte Königswelle), die Fahrstuhlwinde des Bremsfahrstuhls und einen Blaumehlzylinder. Der Mühlenkopf ruht auf einem Drehkranz mit Kugellager (weitere Besonderheit der Mühle in Pahrenz). Das Flügelkreuz ist mit vier sogenannten Bilauschen Ventikanten ausgestattet (vermutlich Mühlenbauanstalt und Maschinenfabrik Karl Kühl/Vordamm bei Landsberg), dem modernsten Windmühlenflügeltyp, der zwischen 1920 und 1924 von Kurt Bilau (dem „Retter der Windmühlen“) zusammen mit Albert Betz unter Rückgriff auf Erkenntnisse aus dem Flugzeugbau und der Aerodynamik entwickelt wurde. Die Leichtmetallflügel, nach dem Vorbild von Flugzeugtragflächen entworfen, steigerten die Windausbeute um ein Vielfaches und halfen dabei, das Mühlensterben zu verzögern. Der Flügeltyp wurde noch bis zur Mitte des 20. Jahrhunderts eingesetzt. Von den zur Hochzeit um 1940 etwa 140 derart ausgerüsteten Windmühlen in Deutschland haben sich heute noch 10 erhalten, darunter die Pahrenzer. Die gesamte Mühle durchziehen Elevatoren und der Bremsfahrstuhl.

In der 1922 erbauten Schroterei (Futterschroterei) befinden sich im Keller die Transmission und die Elevatorenfüße, auf dem Schrotboden zwei Mahlgänge, ein Steinkran, eine Schlagkreuzmühle bzw. Schlagmühle der Gebrüder Jehmlich Nossen i. S. Mühlenbauanstalt und Maschinenfabrik, eine Ausmahlmaschine/Schrotemaschine Fanal des VEB Mühlenbauanstalt und Maschinenfabrik Bad Frankenhausen (Kyffh.) von 1961, eine Quetsche der Firma Grosse (vermutlich 1922), ein Walzenstuhl, eine zweite Quetsche und Absackvorrichtungen sowie auf dem Dachboden Elevatorenköpfe, Transportschnecken usw. Mit den Mahlgängen wurde noch bis zur Wende (1990) gearbeitet.